# Helochares maculicollis
Helochares maculicollis är en skalbaggsart som beskrevs av Étienne Mulsant 1844. Helochares maculicollis ingår i släktet Helochares och familjen palpbaggar. Inga underarter finns listade i Catalogue of Life.